# Tipula carib
Tipula carib är en tvåvingeart som beskrevs av Alexander 1970. Tipula carib ingår i släktet Tipula och familjen storharkrankar.
Artens utbredningsområde är Dominica. Inga underarter finns listade i Catalogue of Life.